# Новоберёзовский
Новоберёзовский — жилой район в юго-западной части города Берёзовского, прилегающий к северо-восточной окраине Екатеринбурга. Наиболее близко расположенный к Екатеринбургу жилой район, являющийся частью другого города. Находится с внутренней стороны кольца Екатеринбургской кольцевой автодороги (ЕКАД), при том что некоторые районы самого Екатеринбурга находятся за пределами ЕКАД.
Возник в 1937 году как Новоберёзовский рабочий посёлок.

## География
Новоберёзовский расположен к юго-западу от центральной части Берёзовского, к северо-востоку от центра Екатеринбурга, расстояние до центра Берёзовского чуть больше 3 км, до центра Екатеринбурга — около 9 км. Между Новоберёзовским и остальной частью г. Берёзовского проходит Екатеринбургская кольцевая автодорога (ЕКАД), близлежащие районы по другую сторону ЕКАД — посёлки БЗСК и Первомайский, транспортная связь с ними осуществляется по Берёзовскому тракту.
С других сторон к Новоберёзовскому прилегают уже жилые районы Екатеринбурга — с юго-запада Берёзовский тракт переходит в улицу Трудовую (район Шарташский). Улица Чапаева в южном направлении переходит в Барьерную улицу жилого района Изоплит. С северо-запада от цехов завода БЗСК Новоберёзовский граничит с екатеринбургским микрорайоном Калиновский. На северной окраине Новоберёзовского — пояс из садоводческих товариществ.

## История
Посёлок Новоберёзовский возник в 1937 году, толчком к его дальнейшему развитию послужило появление в 1944 году Берёзовского завода строительных конструкций (БЗСК) — будущего флагмана советского крупнопанельного домостроения. Уже в конце 1940-х годов, помимо частной застройки, здесь появились 1-2-этажные панельные дома, собранные на заводе, а также многоквартирные дома из шлакоблоков, посёлок начал активно расширяться и заселяться.

## Застройка

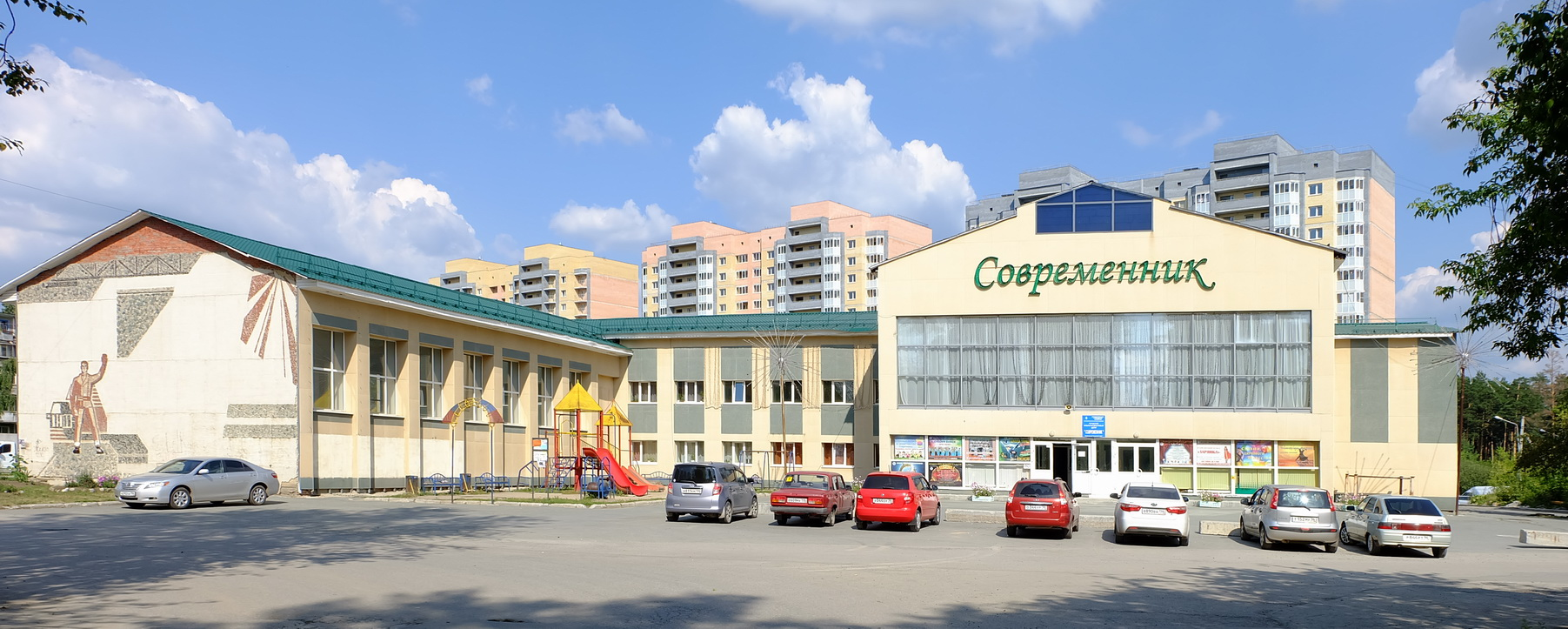
Дворец культуры «Современник»

По структуре застройки район чётко разделён на две половины — северо-восточная часть застроена многоквартирными домами от 2 — 14 этажей, юго-западная половина представляет собой частный сектор.

## Образовательные учреждения

### Среднее образование
- Лицей № 3 «Альянс»
- Лицей № 7[3]
- Березовская школа, реализующая адаптированные основные общеобразовательные программы — специализированная школа для детей с ЗПР и умственной отсталостью[4].

### ВУЗы
С 2007 года по адресу ул. Энергостроителей, 23 действовал филиал Сибирского государственного университета физической культуры и спорта. В 2011 году филиал был закрыт.

## Религиозные учреждения
В 2006—2009 годах на в Новоберёзовском был построен Храм во имя святого мученика Иоанна Воина.

## Спорт
На территории района находится детско-юношеская школа «Олимп» с 25-метровым бассейном, открытым для все желающих, а также стадион «Энергетик», где зимой заливается ледовый каток.

## Мероприятия
Ежегодно в сентябре проводится праздник «День Новоберёзовского».